# Klokovec
Klokovec is een plaats in de gemeente Krapinske Toplice in de Kroatische provincie Krapina-Zagorje. De plaats telt 719 inwoners (2001).